# Vanessa Morgan
Vanessa Morgan (Ottawa, 23 maart 1992) is een Canadese actrice.

## Biografie
Morgan werd geboren in Ottawa en heeft een Oost-Afrikaanse vader en een Schotse moeder. Ze doorliep haar middelbare school aan de Colonel By Secondary School in Ottawa, waar zij in 2010 haar diploma haalde.

## Privé
Morgan verloofde zich op 3 juli 2019 met de professionele honkbalspeler Michael Kopech, en zij traden op 4 januari in het huwelijk en op 24 juli 2020 kondigde zij aan zwanger te zijn. Op 27 juli 2020 kondigde het echtpaar hun scheiding aan, en in 2021 werd hun zoon geboren.

## Filmografie

### Films
Uitgezonderd korte films.
- 2018 Pimp - als Destiny
- 2014 Guilty at 17 - als Leigh
- 2011 Geek Charming – als Hannah
- 2010 My Babysitter's a Vampire – als Sarah
- 2010 Frankie & Alice – als Frankie
- 2010 Harriet the Spy: Blog Wars – als Marion
- 2000 A Diva's Christmas Carol – als jonge Ebony

### Televisieseries
- 2017–2023 Riverdale – als Toni Topaz - 44+ afl.
- 2017 The Shannara Chronicles – als Lyria - 10 afl.
- 2014–2015 Finding Carter – als Bird – 27 afl.
- 2013 Degrassi: The Next Generation – als Vanessa – 2 afl.
- 2011–2012 My Babysitter's a Vampire – als Sarah Fox – 26 afl.
- 2012 A.N.T. Farm – als Vanessa LaFontaine / Jeanne Gossamer – 4 afl.
- 2007–2010 The Latest Buzz – als Amanda Pierce – 68 afl.

- International Standard Name Identifier: 0000 0003 7568 7911
- Library of Congress Control Number: no2012086291
- Nederlandse Thesaurus van Auteursnamen: 370739574
- Virtual International Authority File: 251951389
- WorldCat: E39PBJfmp8BDQjttH6CfrfWxDq